# Alice in Chains (альбом)
Alice in Chains, також знаний як Tripod (англ. Триніжок) або Dog Album (англ. Альбом з собакою) — третій студійний альбом американської рок-групи Alice in Chains, що вийшов 7 листопада 1995 року на лейблі Columbia Records.
Півтора року до цього Alice in Chains не давали концертів, посилаючись на проблеми зі здоров'ям вокаліста Лейна Стейлі. Скориставшись перервою, Стейлі випустив альбом Above у складі гранжової супергрупи Mad Season, через що подальше існування Alice in Chains опинилося під питанням. Його героїнова залежність призводила до зростання чуток про смерть музиканта, тому черговий студійний альбом Alice in Chains був покликаний покласти край пліткам навколо гурту.
Записаний у сіетлській студії Bad Animals, альбом дебютував на першому місці в хіт-параді Billboard і незабаром став «тричі платиновим». До нього увійшло дванадцять пісень, що поєднують хеві-металеву стилістику Dirt (1992) та акустично-блюзове звучання Jar of Flies (1994). Похмура та важка музика супроводжувалася тривожними текстами, присвяченими наркотикам, депресії та смерті. Попри високі показники продажів, альбом не виправдав очікувань музичних критиків через свою вторинність і отримав невисокі оцінки в пресі.
Alice in Chains вийшов у період заходу гранжової субкультури й став останнім студійним альбомом за участю Лейна Стейлі. Наступний альбом Alice in Chains Black Gives Way to Blue (2009) вийшов лише через чотирнадцять років із новим вокалістом Вільямом Дювалем.

## Передісторія

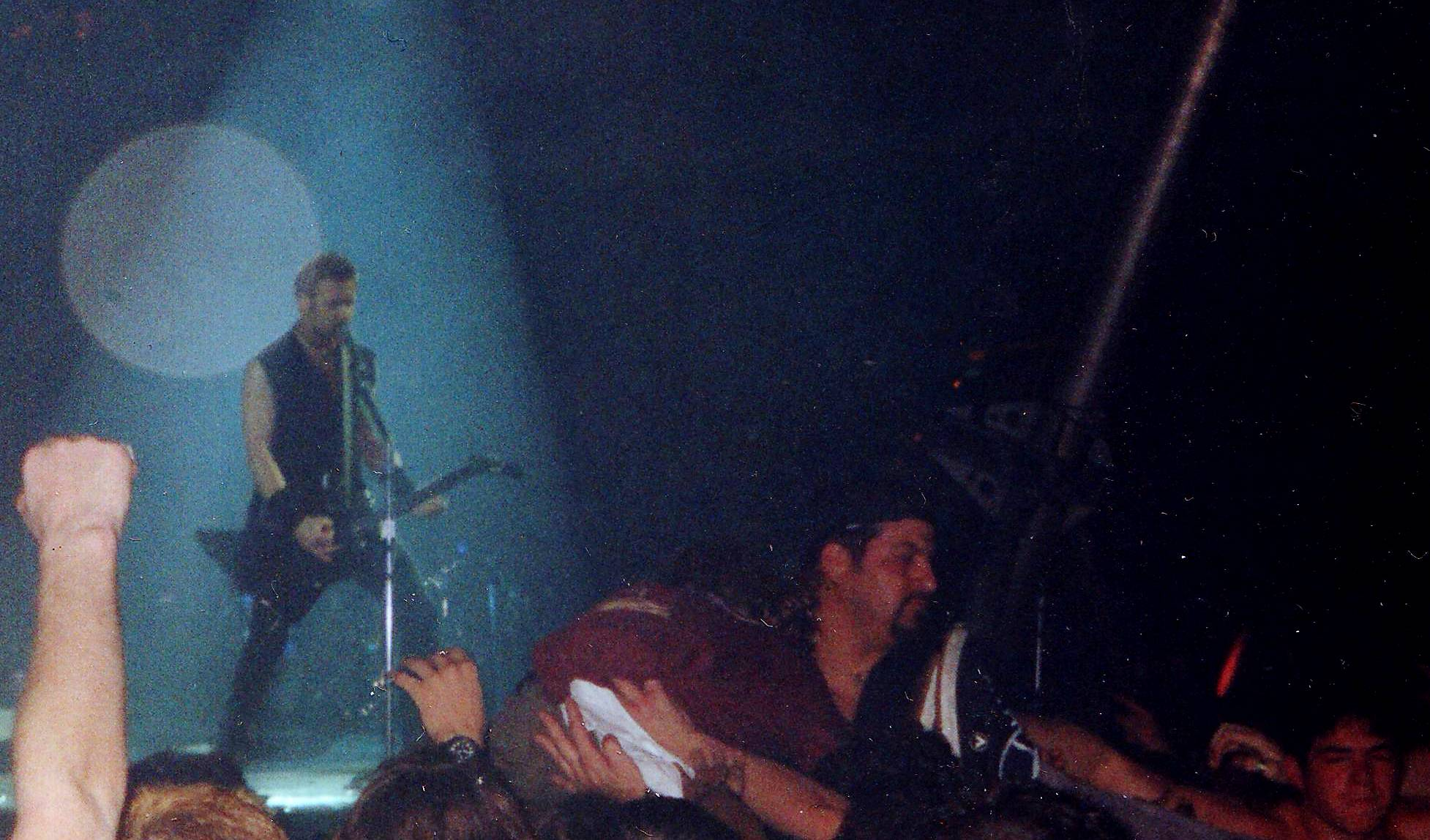
Музиканти Metallica, розчаровані відмовою Alice in Chains від участі в турі, відверто глузували з гурту під час виступів: Джеймс Гетфілд (на ілл.) грав вступні акорди «Man in the Box» і передражнював Стейлі, повторюючи фразу «Я не можу виступати», а Ларс Ульріх і Кірк Гемметт вдавали, ніби роблять собі уколи.

### Творча відпустка
Після виходу акустичного мініальбому Jar of Flies та завершення багатомісячного концертного турне на підтримку альбому Dirt, на початку 1994 року гурт узяв відпустку на кілька місяців. Вокаліст Лейн Стейлі розпочав черговий курс лікування від наркотичної залежності, а барабанщик Шон Кінні намагався впоратися зі своєю пристрастю до алкоголю. Влітку 1994 року Alice in Chains повинні були відновити виступи, вирушивши в тур з Metallica та Suicidal Tendencies. Під час підготовки до концертів музиканти остаточно посварилися: Стейлі прийшов на репетицію «під кайфом», через що Кінні відмовився з ним виступати.
Менеджер Alice in Chains Сюзан Сільвер була змушена опублікувати офіційну заяву, згідно з якою виступи в літньому турне Metallica та на фестивалі Вудсток-94 скасовувалися «у зв'язку з проблемами зі здоров'ям усередині гурту». Місце Alice in Chains зайняла група Candlebox. Після публікації заяви музиканти припинили спілкування з пресою, через що почали розмножуватися чутки про розпад Alice in Chains і навіть смерть Лейна Стейлі від СНІДу. Шон Кінні згадував: «Тоді ніхто не був чесний один з одним. Якби ми продовжили виступати, ми мали б усі шанси знищити самих себе в дорозі, і ми певно не хотіли, щоб це сталося у всіх на очах». Стейлі також тяжко переживав розкол усередині групи, проводячи час у себе вдома біля телевізора та напиваючись вечорами.

### Сторонні проєкти

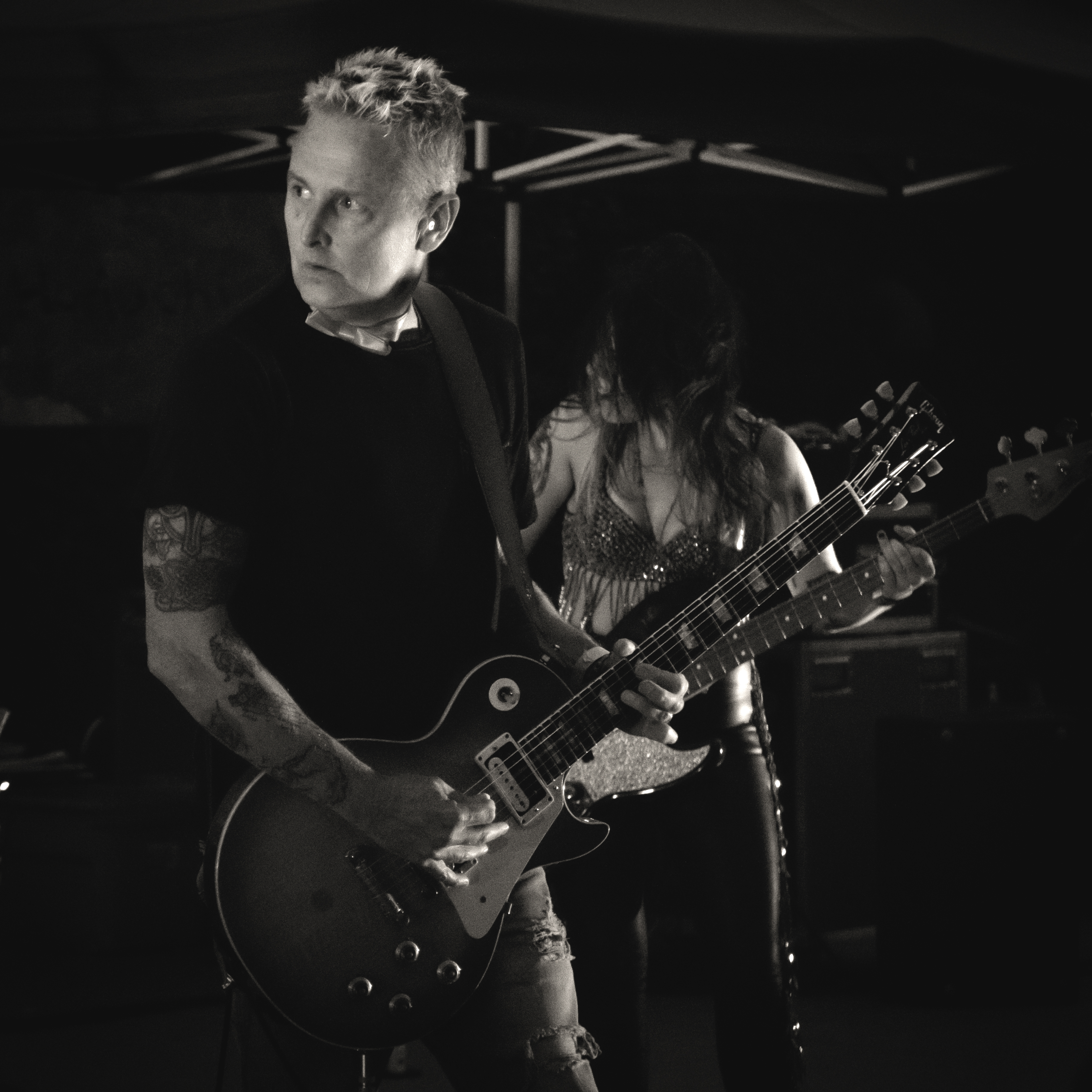
Заснована гітаристом Pearl Jam Майком Маккріді (на ілл.) супергрупа Mad Season, частиною якої став Лейн Стейлі, призвела до зростання чуток про розпад Alice in Chains.

Під час перерви кожен із музикантів брав участь у сторонніх проєктах. Майк Айнез зіграв на сольному альбомі гітариста Guns N' Roses Слеша It's Five O'Clock Somewhere. Шон Кінні записав пісню для триб'ют-альбому Віллі Нельсона Twisted Willie разом з Крістом Новоселічем (Nirvana), Кімом Таїлом (Soundgarden) та Джонні Кешом. Джеррі Кантрелл виконав для цього ж альбому композицію «I've Seen All This World I Care To See», що стала для нього першою за межами Alice in Chains. Після цього гітарист вирішив використати вимушену перерву і розпочати працювати над сольною платівкою.
Найбільший резонанс викликали дії Лейна Стейлі, котрі поставили під сумнів майбутнє групи. Вокаліст приєднався до супергрупи Mad Season, заснованої гітаристом Pearl Jam Майком Маккріді та барабанщиком Screaming Trees Барретом Мартіном. Ідея виникнення групи належала Маккріді, який лікувався від алкоголізму та познайомився у реабілітаційній клініці з бас-гітаристом Джоном Сондерсом. Разом вони вирішили створити проєкт, який об'єднує музикантів, що прагнуть позбутися шкідливих звичок, і запросили Лейна Стейлі як вокаліста. Після кількох джем-сешнів музиканти вирушили до студії, де за два тижні записали альбом. Група виступала в місцевих закладах Сіетла, підживлюючи чутки про можливий вихід Стейлі з групи та створення «гібриду» Alice in Chains та Pearl Jam. Крім цього, Стейлі неодноразово з'являвся на сцені разом зі своїм другом часів Sleze та Alice N' Chains Джонні Баколасом, виконуючи пісню Second Coming «It's Coming After», а також композиції з репертуару Alice in Chains.
Активна концертна діяльність Стейлі неминуче викликала питання щодо ситуації в Alice in Chains. Офіційною підставою для скасування концертного туру з Metallica був поганий стан вокаліста, проте його виступи з Mad Season та Second Coming свідчили про протилежне. MTV News навіть знайшли запис виступу Стейлі та випустили про це репортаж. Ця ситуація не влаштовувала Джеррі Кантрелла, і замість роботи над сольним альбомом він вирішив спробувати відродити Alice in Chains.

### Возз'єднання групи
Коли Джеррі Кантрелл лише починав замислюватися про видання сольного альбому, він намагався джемувати з кількома барабанщиками, включаючи Джоша Сіндера з Tad та Скотта Роквелла з Gruntruck. У січні 1995 року Кантрелл і Роквелл записували демоверсії нових пісень на домашній міністудії Кантрелла; за 16-доріжковим мікшерним пультом сидів гітарний технік Кантрелла Даррел Пітерс. Музиканти імпровізували на гітарі та барабанах, після чого Кантрелл виконував басову партію та записував гітарні накладання. Усього було створено три пісні, дві з яких («Grind» і «Again») потрапили на майбутній альбом Alice in Chains.
Після цього музиканти вирушили до студії Bear Creek у Вудінвіллі, взявши з собою Майка Айнеза, а також Енн та Ненсі Вілсон з Heart. Крім того, Джеррі Кантрелл і Сюзан Сільвер запросили звукоінженера та продюсера Тобі Райта, який працював над попереднім мініальбомом Alice in Chains. Ідея полягала в тому, щоб Шон Кінні та Лейн Стейлі, які не хотіли мати нічого спільного з групою, дізналися б про сесії та самі захотіли взяти в них участь. Тобі Райт згадував, що Кантрелл був готовий до відмови Кінні та Стейлі й в такому разі використав би матеріал для сольного альбому, який отримав робочу назву Jerry's Kids (англ. Діти Джеррі). Сам Кантрелл пізніше зізнавався, що хотів би випускати сольний запис: «Щиро кажучи, я дуже сентиментальний; я не хотів би грати з іншою групою. Я не відчував, що міг би перевершити те, що учасники Alice in Chains могли б зробити разом». З точки зору записаного матеріалу, сесії в Bear Creek виявилися практично марними: за тиждень студійного часу гурт виклав 10 тисяч доларів, але не зміг записати нічого, крім квакання жаб у сусідньому ставку (пізніше ці звуки знадобляться для пісні «Frogs»). В той самий час план щодо об'єднання Alice in Chains вдався: Кінні зі Стейлі погодилися взяти участь у створенні нового альбому. З січня до березня Кантрелл, Айнез і Кінні джемували втрьох, після чого гітарист самостійно провів кілька днів у сіетлській студії London Bridge.

### Перемовини з лейблом
Через тривалу неактивність Alice in Chains, в певний момент звукозаписна компанія Sony Music почала серйозно замислюватися про зміни у складі групи та пошук нового вокаліста; у такому разі Стейлі міг би зосередитися на роботі в Mad Season разом із гітаристом Майком Маккріді. Коли стало відомо, що Маккріді повертається до Pearl Jam, все одно розглядалася можливість його заміни у складі Mad Season та збереження проєкт. Врешті решт, попри спокусу залишити Alice in Chains і Mad Season у складі організації, заробляючи гроші на обох, керівники Sony Music вирішили не ризикувати й зробили вибір на користь перевіренішого часом і відомішого колективу Джеррі Кантрелла.
Третій альбом повинен був стати останньою платівкою згідно з чинним контрактом Alice in Chains з Columbia Records і Sony Music. Переговори між групою та лейблом йшли нелегко, оскільки музиканти прагнули позбутися впливу звукозаписної компанії та здобути максимальну незалежність. Продюсером був обраний Тобі Райт. A&amp;R-менеджер Нік Терцо, який свого часу запропонував йому роботу з Alice in Chains як звукоінженер, був не в захваті від рішення музикантів: він вважав Райта більше технічним фахівцем, ніж продюсером, і невисоко оцінював його дипломатичні навички. Терцо вважав, що продюсер повинен знаходити компроміс між групою і лейблом, тоді як Тобі Райт повністю підтримував групу.
Насамперед група відмовилася від послуг A&R-агента і заявила, що працюватиме лише безпосередньо з керівниками Sony Music — Донні Айнером та Мішель Ентоні. На додаток, музиканти усунули свого багаторічного менеджера Сюзан Сільвер, заборонивши їй з'являтися у студії. Інформацію про хід запису альбому вона отримувала через Тобі Райта, який став єдиним посередником між групою та керівництвом. Сам Райт наголошував, що ідея максимального відмежування групи від керівництва належала не йому, а самим музикантам. Разом з тим, він не був проти цієї ідеї, тому що хотів, щоб музиканти залишали всі проблеми — політику, комерцію, особисті негаразди — поза студією і були зосереджені на музиці.
Творча незалежність невипадково була так важлива для групи. Попри безперечний комерційний успіх попередніх робіт групи, високі місця у хіт-парадах, мільйони проданих копій альбомів, номінації на «Греммі» та схвальні відгуки критиків, основним мірилом успіху Джеррі Кантрелл вважав любов слухачів: «Так багато людей врубалися в нашу музику і коли ми виступаємо, багато хто приходить на нас подивитися. Це і є успіхом для мене». Лейн Стейлі додавав: «Ми не звертаємо увагу на показники хіт-парадів, щоб з'ясувати, скільки записів ми продали. Це нас взагалі не турбує. Круто, що фанатам подобається наша творчість та хлопцям зі звукозаписної компанії теж. Але найважливіше — щоб наша музика подобалася нам самим».
Зрештою, Alice in Chains вдалося отримати повну свободу дій. У групи навіть не було конкретних термінів чи обмежень щодо бюджету. В той самий час, коли Тобі Райт зустрівся з Доном Айнером у Нью-Йорку перед початком студійної роботи, керівник лейбла скептично поставився до проєкту і був упевнений, що у продюсера нічого не вийде.

## Робота у студії

### Творчий процес

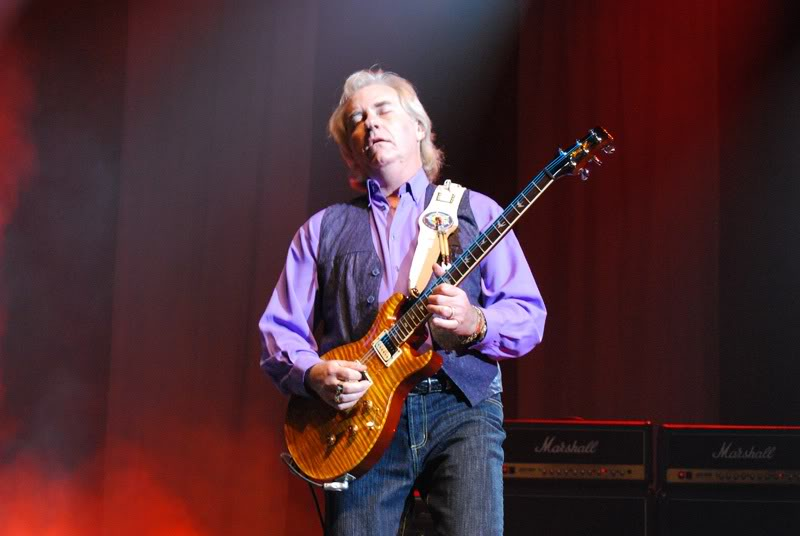
У дизайні студії Bad Animals брав участь гітарист Heart Говард Ліз (на ілл.) За його порадою приміщення були розміщені так, щоб усі музиканти могли бачити один одного та контрольну кімнату під час запису. Ліз також надав Джеррі Кантреллу цілу коробку з гітарними педалями, які використовувалися в студії.

Спільна робота над платівкою почалася у квітні 1995 року, через місяць після виходу альбому Above супергрупи Лейна Стейлі Mad Season. Alice in Chains забронювали на три місяці нещодавно відкриту сіетлську студію Bad Animals, що належала друзям музикантів із гурту Heart. Однією з причин вибору стала близькість до місця проживання Стейлі, проте крім цього студія мала чи не єдине в місті просторе приміщення світового класу. Створенням студії завідував шведський дизайнер, який раніше проєктував відому студію A&M. Пізніше з'ясувалося, що багатомільйонні інвестиції Heart у студію не окупили себе фінансово, проте місцеві групи отримали можливість роботи у місткому приміщенні з гарною акустикою, де міг би розміститися навіть симфонічний оркестр.
На початку роботи у музикантів ще не було готових пісень, але була низка напрацювань, накопичених Джеррі Кантреллом під час ранніх демосесій. Група вирішила повторити досвід запису Jar of Flies: музиканти просто зібралися і почали грати разом, щоб подивитися, що з цього вийде. Найчастіше пісні починалися зі спільного джему Кантрелла і Кінні, оскільки гітарист і барабанщик знали один одного багато років і високо цінували хімію, що виникала між ними. Інструментальні партії записувалися під час живих сесій усієї групи. Спочатку вимальовувалася структура пісні, а потім після 15-20 виконань музиканти запам'ятовували свої партії та записували найкращі дублі. Райт багато в чому покладався на свої суб'єктивні відчуття і вирішував, у якому разі варто залишити перший дубль, а коли виконати пісню ще кілька разів або зовсім відкласти запис на потім. Разом з тим, вже після того, як основна частина пісні була готова, вона могла зазнавати істотних змін: могли додаватися нові секції або видалятися старі, особливо коли це було потрібно для узгодження з вокальними гармоніями. Після того як музика до чергової пісні була готова, Лейн Стейлі приступав до написання тексту. Він прослуховував композиції та брався писати слова до тих із них, які добре відчував, інші ж просто пропускав.
Для зручності музикантів було встановлено практично цілодобовий режим роботи, який відрізнявся від стандартного 12-годинного робочого дня, прийнятого в студіях. Тобі Райт прагнув створити максимально сприятливу творчу атмосферу, в якій зіркові музиканти могли почуватися комфортно. Так, наприклад, в асистента Райта Сема Хофстедта був пейджер, на який приходили повідомлення, коли Лейн був готовий працювати над вокалом; це могло статися будь-якої миті, як вдень, так і вночі. Під час роботи записувалося практично все, що відбувалося у студії, включаючи не лише пісні, а й розмови музикантів. Це дозволяло експериментувати з різними поєднаннями гітар, підсилювачів та налаштувань, порівнювати їх та вибирати оптимальне звучання. Хофстедт підрахував, що було використано близько сімдесяти рулонів дводюймової плівки: «Ймовірно, ціна однієї цієї плівки перевищує бюджет більшості нинішніх альбомів».

### Запис інструментів

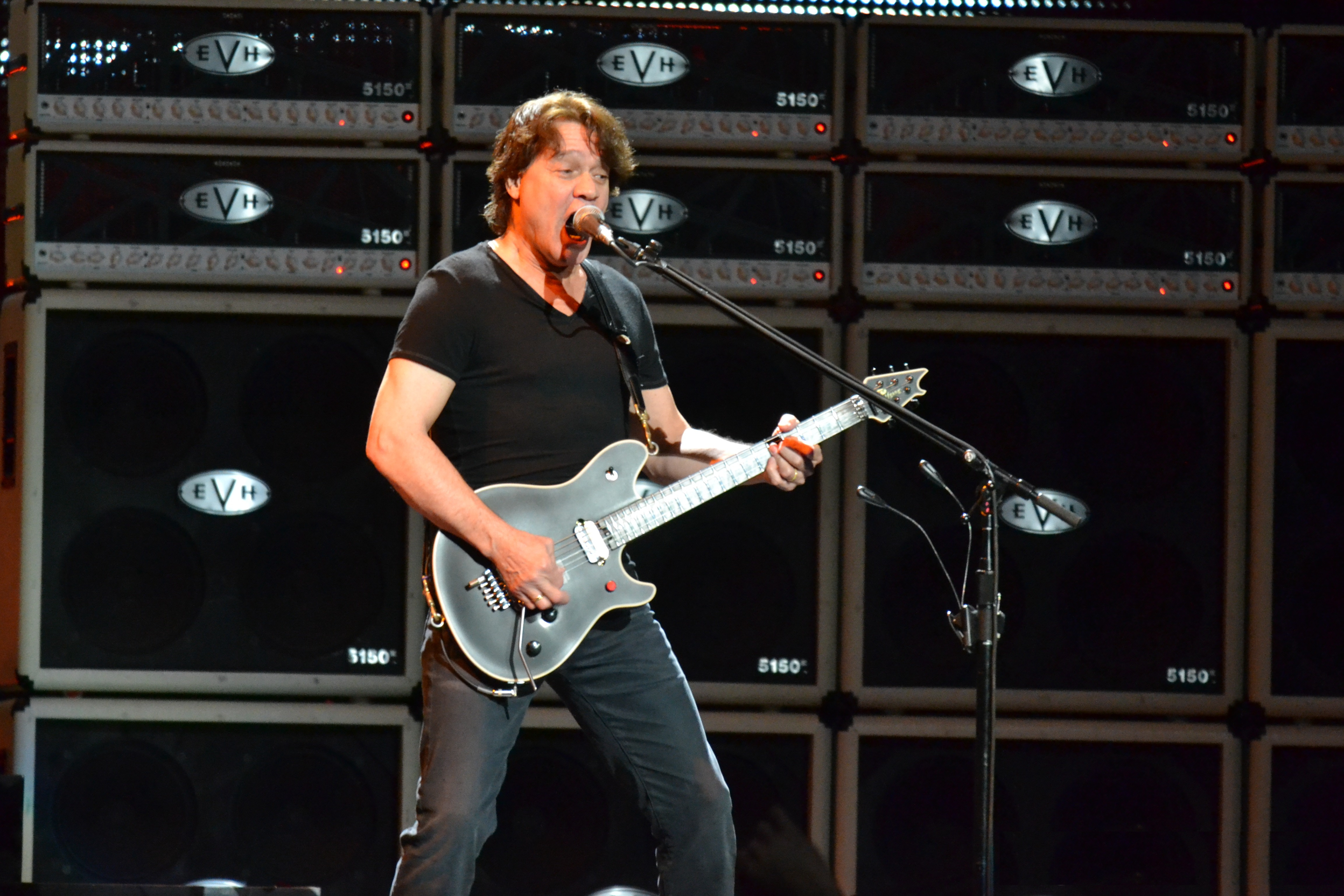
Одного дня технік Даррел Пітерс налаштував гітарне звучання, яке здивувало Кантрелла. Виявилося, що він використав підсилювач Peavey 5150, подарований Кантреллу Едді Ван Халеном (на ілл.) Пітерс дорікнув гітаристу: «Це твій 5150. Знаєш, він припадав пилом у тебе в коморі цілих два роки». Цей підсилювач і гітара Les Paul використовувалися для запису пісні «Sludge Factory».

У Bad Animals було встановлено новітнє обладнання, включаючи мікшерний пульт SSL G-Series. Під час трекінгу використовувалися 48 доріжок, тому Райту доводилося добре планувати їх розподіл. На початку роботи над черговою піснею Райт насамперед з'ясовував у гурту, скільки інструментів вони використовуватимуть, щоб зарезервувати під них місце. На відміну від цифрових інструментів, таких як ProTools, які не мають обмеження кількості доріжок, аналоговий запис вимагав більшої винахідливості. Іноді з метою економії доводилося використовувати ту саму доріжку для кількох інструментів — наприклад, акустичної гітари та гітарного соло; Майк Айнез називав такі трюки «ефектами Джорджа Мартіна». Загалом зведення проходило практично без участі музикантів, які повністю довіряли Тобі Райту і лише затверджували фінальний результат.
Перш за все продюсер концентрувався на звучанні барабанів. Як і на попередньому мініальбомі Jar of Flies, установка була оточена цілим набором мікрофонів: Sennheiser MD 421 і AKG D-12 для бас-бочки, AKG 414s над установкою, D-12s на том-томах, ACG C451, Shure SM5 Sennheiser MD 441 для робочого барабана. Райт зізнавався, що вважав подібну конфігурацію оптимальною і використовував її на більшості своїх записів, не тільки з Alice in Chains. Шон Кінні принципово не використовував метроном під час запису, тому темп міг незначно, але помітно коливатися у різних частинах пісень, слідуючи їх динаміці. Водночас, у порівнянні з попередньою акустичною платівкою, Кінні грав більш активно та енергійно, як і належить рок-музиканту. Кінні став автором всіх барабанних партій, крім однієї: для пісні «Again» Джеррі Кантрелл попросив його точно відтворити партію Скотта Роквелла, записану під час ранніх демосесій, через що Кінні довелося змінити свій стиль.
Під час роботи над новим альбомом Джеррі Кантрелл найчастіше використовував три доріжки — ліву та праву для ритм-гітари, а також одну по центру для соло-гітари. Для порівняння, на Dirt зустрічалося до шести-восьми гітарних доріжок, але тут гітарист навмисне скоротив їхню кількість, щоб досягти природнішого звучання. Спочатку Кантрелл виконував основну партію на своїй основній гітарі G&L з використанням підсилювача Bogner Fish, а потім дублював її на іншій гітарі з іншим підсилювачем, створюючи додаткові ефекти та нюанси. У записі також були залучені підсилювачі Marshall, 25-ватна акустична система Celestion та підсилювач Peavey; Крім них, іноді використовувалася апаратура Fender, Soldano та інших брендів. Крім G&L, найчастіше Кантрелл використав гітару Gibson Les Paul Goldtop 1952 року випуску. Гітарист протягом кількох років орендував цей інструмент у місцевому магазині Guitar Maniacs для запису попередніх альбомів, поки, нарешті, не зумів умовити власника продати його. Крім того, він викупив Fender Stratocaster початку 60-х років, який також неодноразово використовувався під час запису. Також, Ненсі Вілсон позичила Кантреллу електрогітару Les Paul Junior і дванадцятиструнну акустичну гітару, а гітарист Heart Говард Ліз — цілу коробку вінтажних гітарних педалей. Крім своєї улюбленої «квакушки» Dunlop Cry Baby, Кантрелл застосовував Dunlop Rotovibe (наприкінці «Frogs»), Maestro Phaser, а також сустейнер Sustainiac (у приспіві «God Am»).
Хоча більшість інструментів було перезаписано в студії Bad Animals, деякі доріжки були перенесені з ранніх демоверсій. Наприклад, Тобі Райт наполіг на використанні найпершого дубля гітарного соло для пісні «Grind», записаного в домашній студії Кантрелла. Гітарист довгий час вважав його невдалим і намагався переписати, але врешті-решт поступився вмовлянням Райта, і соло було додано до фінального міксу прямо з ADAT-магнітофона Кантрелла. Також без змін збереглася партія ударних до пісні «Over Now», взята з демоверсії пісні, записаної в студії London Bridge.

### Запис вокалу
Найбільше часу зайняв запис вокалу Лейна Стейлі. Частково це було пов'язано з тим, що тексти пісень писалися прямо у студії. Крім цього, Стейлі прагнув експериментувати з різними стилями виконання та перебирав кілька варіантів багатоголосся, перш ніж приступати до чистового запису. Для цього він навіть навчився використовувати звукозаписне обладнання самостійно і часто залишався в контрольній кімнаті наодинці, виконуючи пісні під готовий інструментальний акомпанемент з використанням ручного мікрофона. Лише після того, як Стейлі визначався зі своїми партіями, він дозволяв співробітникам студії увійти до кімнати та почати записувати його вокал. Більшість своїх партій Стейлі записував з одного або двох дублів. Під час виконання він додавав до свого голосу в навушниках ефекту реверберації, щоб отримати звучання, максимально наближене до фінального. Для запису вокалу найчастіше використовувався мікрофон Soundelux U95, трохи модифікований Тобі Райтом. Одним із винятків став модифікований голос Стейлі в пісні «Grind»: для отримання необхідного ефекту використовувався мікрофон Turner Crystal 1932 року виробництва, який Тобі Райт купив у ломбарді за десять доларів.
Фірмові вокальні гармонії, що стали однією з особливостей попередніх робіт Alice in Chains, нікуди не поділися і були присутні у піснях у великій кількості. Як і раніше, найчастіше вокалісти не були присутні під час запису партій один одного та виконували свої частини окремо, лише пізніше прослуховуючи готовий результат. Тобі Райт порівнював Стейлі та Кантрелла з дуетом Леннон — Маккартні і зізнавався, що хоча він часто критикував живі виступи Alice in Chains, але коли справа доходила до текстів і мелодій, то йому не було до чого причепитися.

### Стан Лейна Стейлі
Під час студійної роботи Лейн Стейлі не переставав приймати героїн. Якщо раніше він прагнув приховувати це від навколишніх, то тепер це було очевидним. Хофстедт згадував: «Мені було зрозуміло, що він вживає наркотики, тому що якщо ти надовго закриваєшся у ванній кімнаті, то навряд це тому, що тобі дуже сподобалася ванна кімната». Через це ніхто не знав, коли та в якому стані Стейлі з'явиться в студії наступного разу. Неодноразово музиканти збиралися припинити роботу над альбомом, але Тобі Райт тримався щосили, час від часу організовуючи перерви на кілька днів, щоб усі учасники запису могли відпочити та отримати емоційну розрядку. Джеррі Кантрелл згадував: «Це була неймовірно болісна [студійна] сесія, бо вона надто затягнулася. Було жахливо бачити Лейна у такому стані. Проте, коли він був у свідомості, він ставав наймилішим хлопцем із ясними очима, якого ви коли-небудь бачили. Але коли ти з ним розмовляєш і він засинає посеред зустрічі — ось це справді болісно».
Коли стало зрозуміло, що запис альбому займає довше, ніж звичайно, Дон Айнер і Мішель Ентоні вирішили втрутитися. Одного ранку вони зателефонували Лейну Стейлі, привітавши його із «золотою» сертифікацією альбому Mad Season Above, після чого заявили, що гурт має дев'ять днів на те, щоб закінчити запис. Стейлі був так засмучений тиском, що описав цей інцидент у пісні «Sludge Factory». Пізніше лейбл поставив ультиматум: вокаліст повинен був з'являтися у студії щодня, інакше виробництво буде зупинено зовсім. Коли Тобі Райт озвучив цю умову Стейлі, музикант сприйняв новини дуже емоційно, проте змушений був підкоритися.

### Завершення запису
Під час роботи в студії Bad Animals з квітня по серпень 1995 року гурт вигадав понад двадцять п'ять музичних композицій. Кінець кінцем, набралося дванадцять готових пісень із текстом, загальною тривалістю шістдесят п'ять хвилин. Окрім них залишилося кілька інструментальних композицій, які не увійшли до альбому. Плівки із записом цих пісень були відправлені Columbia Records і, можливо, досі зберігаються на складі. На думку Тобі Райта, Джеррі Кантрелл не використовував ці напрацювання надалі на своїх сольних альбомах.
Коли запис було закінчено, Тобі Райт залишився задоволеним результатом. Продюсер особливо виділив пісні «Shame In You», «God Am» (яку він рекомендував випустити синглом), «Heaven Beside You» і «Grind». Райт вважав, що гурт випустив знаковий альбом, який не повинен був розчарувати слухачів.

## Вміст альбому

### Музика
Новий альбом був логічним продовженням двох попередніх робіт групи. З одного боку, він був насичений важкими композиціями, зіграними у зниженому гітарному ладі, характерними для попереднього повноформатного альбому Dirt (1992). З іншого боку, група продовжила акустичні експерименти, розпочаті на мініальбомах Sap (1992) і Jar of Flies (1994), сміливо поєднуючи мелодійні гармонії з дисонансними гітарними рифами. В результаті в альбом увійшли пісні, що представляють широкий спектр стилів і напрямків, починаючи з надважких «Grind» і «Head Creeps» і закінчуючи мелодійнішими «Heaven Beside You» і «Over Now». Незмінним також залишився похмурий та депресивний характер музики. Джеррі Кантрелл зізнавався, що «більша частина нашої музики пов'язана з похмурими емоціями чи сумними аспектами життя. Музика дозволяє це подолати … Я ніколи не пишу щасливі пісні, і це допомагає відкинути свої негативні емоції».

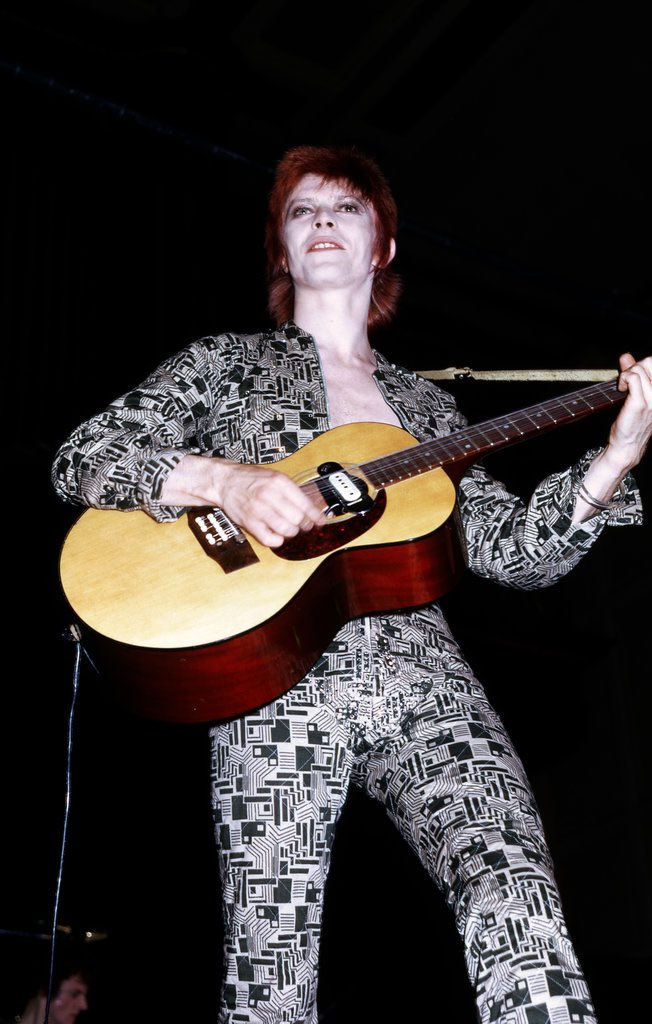
У журналі Kerrang! пісню «Heaven Beside You» назвали одним із найбільш запам'ятовуваних моментів на альбомі, порівнявши її з творчістю Девіда Бові часів Ziggy Stardust.

Попри змішання жанрів, насамперед група дотримувалася свого «металевого» коріння, змішуючи хеві-метал з блюзом, рок-н-ролом і навіть панк-роком. Тяжке гітарне звучання продовжувало залишатися визначальним у музиці Alice in Chains. І навіть спокійніші пісні, такі як «Heaven Beside You», «Shame in You», «Over Now» і «Frogs», не можна було назвати традиційними рок-баладами: в них успішно поєднувалися стилістика сатерн-року, характерна для Cream, Crosby, Stills and Nash і The Allman Brothers, і «туманніша, потойбічне естетика, ймовірно, викликана безсонними ночами та контрольованими речовинами» (Rolling Stone).
Більшість музики було придумано разом Кантреллом, Айнезом і Кінні під час репетицій у студії. Винятком стали дві ранні пісні Джеррі Кантрелла, написані ним самотужки («Grind» і «Again»), а також «Head Creeps», яку написав Лейн Стейлі. Кантрелл вірив, що гарна пісня — це лише половина успіху; друга ж полягала в тому, щоб пісня була зіграна відмінними виконавцями, які здатні інтерпретувати її по-своєму і зробити із хорошої пісні відмінну. Однак для більшості слухачів та музичних оглядачів творчість Alice in Chains насамперед асоціювалася з двома лідерами гурту: «Добре, можливо у групі їх четверо, але враховуються лише гітара Джеррі Кантрелла та глибокий низький голос Лейна Стейлі. З практичної точки зору, AIC — це дует …» — писали в журналі Metal Hammer.
Гітарне звучання на новому альбомі стало природнішим, оскільки Кантрелл використовував менше доріжок і рідше застосовував ефекти. Крім того, гітарист значно вкоротив і спростив свої соло, прагнучи не виділятися із загальної картини та зосередившись на збалансованих аранжуваннях. Якщо раніше він продумував сольні партії заздалегідь, той тепер найчастіше імпровізував у студії. Крім цього, Кантрелл звертав увагу на виразніший, ніж раніше, вплив цілого ряду гітаристів, таких як Браян Мей, Ліндсі Бекінгем, Девей Джонстон, Джимі Хендрікс, Тоні Айоммі, Джиммі Пейдж, Робін Трауер, Девід Гілмор. Як і на попередніх альбомах гурту, у більшості нових пісень використовувався класичний гітарний лад або лад Drop D; до того ж Кантрелл додатково знижував гітару на півтону, щоб отримати важке і брутальне звучання. Разом з тим, три пісні з нового альбому — «Over Now», «Shame In You» і «Nothing Song» — були зіграні в строю Open D, зниженому на півтону. Кантрелл використав цей відкритий лад вперше, натрапивши на нього випадково, коли один із друзів повернув йому гітару, налаштовану подібним чином.
Вокальний стиль Лейна Стейлі на Alice in Chains зазнав значних змін у порівнянні з попередніми альбомами. Його голос частіше підлягав обробці: наприклад, на «Grind» використовувався пітч-шифтер, а на «Head Creeps» додалося характерне дзижчання, що робило голос схожим на бджолиний вулик. Крім цього, змінилася артикуляція вокаліста: часом він шипів або проковтував склади, що створювало страшнішу і химерну атмосферу, одночасно звертаючи на себе додаткову увагу. Проте, попри проблеми зі здоров'ям, Стейлі продемонстрував, що перебуває в хорошій формі, і підтвердив негласний статус володаря «одного з найпронизливіших голосів у рок-музиці» (People). Певного вокального прогресу досяг і Джеррі Кантрелл, який виконав провідні партії на трьох піснях — «Over Now», «Heaven Beside You» та «Grind». Пізніше гітарист зізнавався, що хотів би співати значно менше, але наважився взяти на себе провідну роль за наполяганням Лейна Стейлі та інших членів гурту.

### Тексти
Alice in Chains і раніше були відомі своїми депресивними текстами, де торкались тем наркозалежності, розпачу, відчуження, самотності та розчарування. Нова платівка зберегла властивий групі похмурий характер лірики, проте на зміну самоаналізу і рефлексії прийшли мстивість і образа на навколишній світ. Джон Парелес із New York Times провів паралелі з альбомом HIStory Майкла Джексона, зазначивши, що автори обох платівок «вважають більшу частину навколишнього світу пліткарями та двоєдушними переслідувачами». Так, у пісні «Sludge Factory» ліричний герой відповідав недоброзичливцям: «Ви завжди казали, що я не доживу до двадцяти п'яти років; я житиму стільки, скільки знадобиться, щоб відплатити всім, хто почав цю ворожнечу». У «Grind» він радив не вірити в «те, що ви, можливо, чули й думаєте, що знаєте», а на «Head Creeps» викривав «базікання лакеїв». І хоча час від часу протагоніст визнавав свою провину, але найчастіше він сердився на навколишніх, звинувачував у своїх бідах близьких людей і навіть бажав «почути звук тіла, що ламається, коли я збиваю вас з ніг».
Автором текстів трьох пісень став Джеррі Кантрелл. Написана ним вступна композиція «Grind» була своєрідною відповіддю на чутки про смерть Лейна Стейлі та розпад гурту. У пісні «Over Now» говорилося про зруйновані стосунки. Вона була написана під враженням від суперечок, що відбувалися в групі раніше. «Можеш встати, глянути мені в очі та сказати, що все закінчено?» — за словами Кантрелла, коли питання було поставлене таким чином, музиканти не змогли остаточно розійтися. Нарешті, «Heaven Beside Me» була присвячена коханій дівчині, з якою гітарист провів сім років, але був змушений розлучитися через свою невірність. І хоча Кантрелл придумав тексти лише до трьох пісень, виконавши в них провідну вокальну партію, група і лейбл вважали їх одними з найсильніших на альбомі, випустивши всі три як сингли.
Решту текстів з альбому написав Лейн Стейлі. На відміну від наполовину концептуальної платівки Dirt, цього разу він не дотримувався якоїсь конкретної теми, а намагався писати про те, що його хвилювало тут і зараз. Вокаліст зізнавався, що не шукав натхнення ззовні — наприклад, у газетах чи випусках новин, але просто звертав увагу на те, що відбувається навколо нього, і на свої почуття. «Ми просто записали кілька місяців існування» — пояснював Стейлі. Вокаліст перебував у поганій формі, страждаючи від чимраз більшого споживання героїну і суттєво скинувши вагу, тому його тексти були сповнені відчаю та думок про смерть («Коли я лежу, то намагаюся сконцентруватися на смерті»). Нікуди не поділися і численні алюзії до вживання наркотиків («Зіниці розширюються і змінюють свій колір», «Справи йдуть добре, очі розширюються, ти тремтиш, а я під кайфом», «Більше немає часу. Хіба що ще раз»). Крім цього, Стейлі цікавили теми одержимості славою, стосунків з людьми та смертності. У пісні «Brush Away» він ставив питання, чи є творчість гурту «жартом або поголовним захопленням», а в «God Am» цікавився у вищої сили, чому та не діє, пасивно спостерігаючи за жорстокістю та безсердечністю. Під кінець роботи Стейлі було все складніше складати тексти, і він почав вставляти в них перше, що спадало на думку; так з'явилася «Nothin' Song» (англ. Пісня ні про що). В інтерв'ю Rolling Stone відразу після виходу альбому Стейлі зізнавався, що якби його попросили заспівати нові пісні, він не зміг би це зробити, тому що не пам'ятав своїх текстів.
Деякі пісні містили посилання на події, що відбувалися під час запису альбому. Так, «Sludge Factory» з'явилася після розмови з керівниками Columbia Record, які зателефонували Лейну Стейлі, щоб привітати з гарним продажем платівки проєкту Mad Season, після чого почали вимагати закінчити запис альбому протягом дев'яти днів: «Привітання — не є основною причиною дзвінка. „Ні, ми не давимо, просто вимагаємо блискучий результат, скажімо, через дев'ять днів“». У пісні «Nothin' Song» міститься рядок «Сем, викинь свій торт»; він є відсиланням до торта у вигляді оголеної жінки, який звукорежисеру Сему Хофстеду подарували на день народження і залишки якого лежали в студії не менш як місяць.

### Список пісень
1. Альбом відкриває пісня «Grind», написана Кантреллом у відповідь на чутки про можливий розпад гурту. Кантрелл повідомляє слухачеві, що гурт не варто ховати надто рано, задаючи настрій усьому альбому. Пісня вирізняється психоделічним гітарним звучанням та перекрученим вокалом Стейлі.
2. «Brush Away» починається з напівакустичного вступу, виконаного на стратокастері з включеним нековим датчиком. Лейн Стейлі запитує у критиків, за якою шкалою вони оцінюють альбоми та його творчість. У другій половині композиції є гітарне соло, додане задом наперед; на думку Кантрелла, своєю атмосферою воно було схоже на мелодію з пісні «Magic Man» групи Heart.
3. Основний риф пісні «Sludge Factory» був написаний Кантреллом близько семи років тому, але багато років лежав без діла, бо інша частина гітарної партії дратувала Лейна Стейлі. Текст був написаний вокалістом після розмови з керівництвом Sony Music та описував реалії індустрії звукозапису. Пісня починається з неквапливого рифу, досягає кульмінації під час гітарного соло, що звучить на тлі бурмотіння Стейлі, і закінчується звучанням декількох гітар. «Sludge Factory», що триває понад сім хвилин, стала однією з найдовших пісень на альбомі. У журналі Metal Hammer її порівняли з ранньою творчістю Black Sabbath, відзначивши викривлений і перевантажений ефектами голос вокаліста.
4. Пісню «Heaven Beside You» Кантрелл і Айнез придумали під час джем-сесії зі знайомим з групи GAQS. Як тільки Айнез підібрав до вступного рифу басову партію, музиканти переглянулися і зрозуміли, що цю ідею варто зберегти та доопрацювати пісню в студії. Текст був написаний Кантреллом під враженням від недавнього розриву з «найкрасивішою дівчиною у світі», з якою він був знайомий протягом багатьох років, але не зміг зберегти їй вірність.
5. «Head Creeps» стала єдиною піснею з альбому, повністю написаною Лейном Стейлі. Джеррі Кантрелл згадував, що «цей крутий риф виявився ще брутальнішим, ніж я очікував; я лише додав цю безглузду металеву гітару, щоб зробити його ще важчим». Майк Айнез порівнював «Head Creeps» з піснею «Angry Chair», власноруч написаною вокалістом для Dirt, і вважав її показовим прикладом музичного стилю Стейлі.
6. Пісня «Again» виділяється важкими гітарними рифами, а також циклічним приспівом, в якому одні й ті ж акорди та слова повторюються знову і знову. Композиція починається зі швидких гітарних рифів Кантрелла, на контрасті з якими звучить приглушений голос Стейлі. Оригінальний текст пісні написав Джеррі Кантрелл, але коли Лейн вигадав свою версію, вона сподобалася гурту набагато більше і вирішили залишити саме її. Герой пісні звертається до друга, який його зрадив, і глузує з нього.
7. Основний риф до пісні «Shame In You» був придуманий ще під час демосесій Кантрелла з Кінні та Айнезом у січні-березні 1995 року. Пісня виконана в нетиповому для групи відкритому гітарному ладі та містить кілька незвичайних акордових прогресій. У журналі Billboard її, поряд із «Brush Away» та «Grind», назвали прикладом «нового старого звучання» гурту.
8. «God Am» починається зі звуку куріння через бонг це було посиланням Лейна Стейлі на пісню «Intolerance» групи Tool, що починається схожим чином. Ліричний герой звертається до Бога, щиро визнаючи власні проблеми, але не улесливо, а з глузуванням та іронією. Текст композиції побудований навколо питання «Чи можу бути таким, як мій Бог?» Кантрелл зазначав, що попри свою розрізненість і непослідовність, пісня вийшла просто приголомшливою.
9. Пісня «So Close» була записана в студії останньою. На той час гурт був стомлений студійною роботою, але музиканти зуміли придумати текст до вже наявної музики та закінчити запис. Гітарну партію виконано на вінтажному стратокастері, придбанному Кантреллом.
10. Пісня «Nothin’ Song» була написана в момент, коли Лейн Стейлі досяг творчого глухого кута і намагався якнайшвидше закінчити запис. У ній описується нудьга та монотонність студійної роботи. Кантрелл відзначав переважно рифу вплив Джиммі Пейджа, а гітарне соло вважав виконаним у стилі Браяна Мея. Наприкінці композиції можна почути, як Кантрелл розмовляє з Шоном Кінні через гітарний звукознімач.
11. Восьмихвилинна «Frogs» стала найдовшою піснею на альбомі. Подібно до «Again», вона описує зраду близького друга. Стейлі питає про сенс слова «друг» і шкодує, що цим словом часто зловживають. Сумна мелодія у його виконанні звучить на тлі насиченого баса Майка Айнеза. Наприкінці композиції протягом декількох хвилин Лейн Стейлі просто говорив уголос те, що спадало йому на думку, починаючи зі слів: «О сьомій ранку в серпневий вівторок наступного тижня мені виповниться двадцять вісім років». На тлі можна почути квакання жаб, записане під час ранніх сесій у студії Bear Creek, що, на думку Майка Айнеза, створювало «пінк-флойдівську» атмосферу. Кантрелл називав цю композицію «шедевром» та «епічним полотном», відзначаючи, що попри свою тривалість, пісня не виглядала затягнутою.
12. Завершальна пісня «Over Now» стала однією з найяскравіших на альбомі. Вона починається з пісенного сигналу Taps, що виконується на заході сонця, під час військових похоронів або церемоній підняття прапора в Збройних силах США. Гітарист вважав, що ця пісня, яка описує складності взаємин у групі, є однією з ключових на альбомі та підкреслює його атмосферу. Підводячи межу під не самою життєрадісною платівкою, Стейлі та Кантрелл визнавали: «Коли все йде не за планом, важко залишатися сильним… Рано чи пізно приходить час платити по рахунку».

## Випуск та підтримка альбому

### Назва та обкладинка
Робота над оформленням альбому розпочалася одразу після закінчення запису платівки. Автором концепції став Шон Кінні. На лицьовій стороні платівки мав бути зображений триногий пес, схожий на того, що переслідував барабанщика в дитинстві, коли він працював листоношею. На звороті диска була розміщена фотографія відомого триногого циркового артиста Френка Лентіні, взята з експозиції Роберта Ріплі «Хочете вірте, хочете ні». Зі словом «три» було пов'язано відразу декілька значень: це був третій повноформатний студійний альбом гурту, після Facelift (1990) та Dirt (1992); платівка виходила через три роки після попереднього лонгплею; нарешті, відсутня нога уособлювала чутки про смерть Лейна Стейлі. Усередині буклету використовувалися моторошні ілюстрації, що підсилювали відчуття болючості та дискомфорту: фея з руками без шкіри, людиноподібна пляшка, що пливе по океану, тварини з чужими головами, люди з протезами тощо.

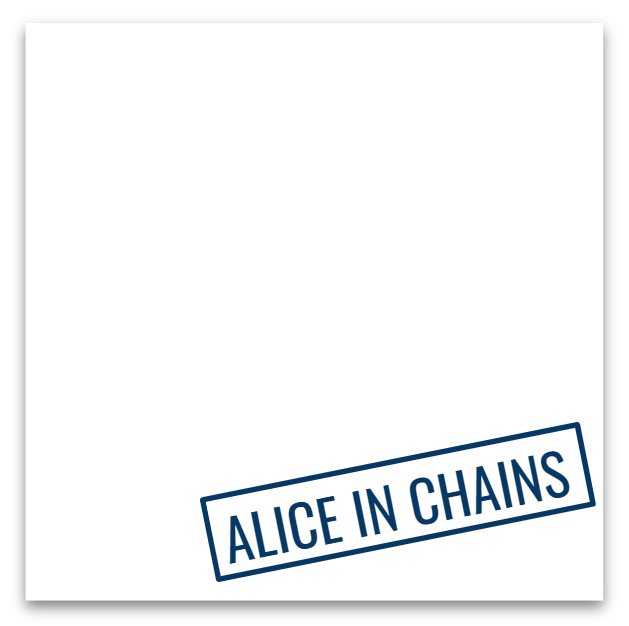
Оригінальне зображення скаліченої тварини було заборонено в Японії, внаслідок чого в цій країні диск вийшов з білою обкладинкою.

Над обкладинкою працював постійний фотограф Alice in Chains Рокі Шенк. Ходили чутки про те, що на фотографії зображений пес Джеррі Кантрелла, але насправді він не належав гітаристу гурту; у різних промоматеріалах використовували світлини різних триногих собак. Спочатку Рокі Шенк провів цілий відбір серед кількох претендентів і вибрав одного із собак для фотосесії. Знімання пройшло 23 серпня 1995 року на дитячому майданчику неподалік даунтауна Лос-Анджелеса. Результат не сподобався групі, і натомість для обкладинки було обрано чорно-білу фотографію іншого собаки, отриману раніше факсом. Фотографії, зняті на дитячому майданчику, пізніше використовувалися для оформлення синглу «Grind» та збірки Music Bank(1999). Ще один триногий собака на прізвисько «Sunshine» (англ. Сонечко) знявся в кліпі на пісню «Grind».
Шон Кінні пропонував назвати альбом Tripod (англ. Триніжок) — так звали собаку, який переслідував його в дитинстві. Ця назва не сподобалася іншим музикантам, але оскільки інших ідей не знайшлося, було вирішено підписати альбом назвою гурту — Alice in Chains. З усім тим, через обкладинку його часто називали Tripod, а також Dog Album (англ. Альбом з собакою) або Dog Record (англ. Запис із собакою).
Зображений на обкладинці безногий собака привів до складнощів з виходом альбому в Японії. Місцева спільнота серйозно поставилася до зображення собаки-інваліда, вважаючи, що група тим самим глузує з тварин, і відмовивши у випуску платівки. Зрештою, альбом вийшов і в Японії, проте його обкладинка була абсолютно білою.

### The Nona Tapes
24 вересня 1995 року Рокі Шенк вилетів до Сіетлу, щоб провести фотосесію з групою, а також зняти відео для прес-кіту до майбутнього альбому. Замість стандартного відеоролика гурт і режисер створили зовсім інший продукт — гумористичний псевдодокументальний короткометражний фільм, якими на той час славився гурт Spinal Tap. За сюжетом журналістка Нона Вайсбаум, яку зіграв переодягнений Джеррі Кантрелл, зустрічалася з музикантами Alice in Chains напередодні виходу нового альбому. Кожен з учасників групи зіграв пародію на самого себе. Джеррі Кантрелл з'явився у вигляді фермера, що працював останні кілька років на стайні; Шон Кінні розважав дітей у костюмі клоуна Бозо; Майк Айнез зізнався, що гурт викрав його сім'ю і тримав у заручниках, щоб він виступав з ними; нарешті, Лейн Стейлі копався у сміттєвому баку, і навіть вимовляв фрази, які відповідали руху його губ. Фільм отримав назву The Nona Tapes (англ. Плівки Нони).
Побачивши отриманий результат, представники лейблу спочатку розлютились, тому що вважали, що група викинула виділені гроші на вітер. Коли ж під час преспоказів відео стало популярним, було вирішено випустити DVD з фільмом у продаж, додавши до нього записи нових відеокліпів групи. Рокі Шенк вважав цей фільм одним із найпам'ятніших епізодів співпраці з групою. Він також був впевнений, що музиканти могли б виступати в ролі акторів, і навіть озвучив цю ідею кільком знайомим режисерам, але ніхто з них не зацікавився цим навсправжки.

### Альбом та сингли
Альбом вийшов 3 грудня 1995 року. Як і попередня платівка групи Jar of Flies (1994), Alice in Chains дебютував в національному хіт-параді на першому місці. Загалом було продано понад 3 млн примірників альбому.
Першим синглом з альбому стала пісня «Grind». Її вибрали як через тяжкість і музичну привабливість, так і завдяки тексту, що закликав не скидати групу з рахунку. Крім «Grind», який посів 7-е місце в хіт-параді Billboard Mainstream Rock, вийшли сингли «Heaven Beside You» (3-е місце) і «Again» (8-е місце), які негайно стали хітами. Після запису концертного альбому MTV Unplugged в 1996 році, як сингл вийшла композиція «Over Now», що піднялася в чарті Billboard на 4-е місце.
Відеокліп на пісню Grind зняв Рокі Шенк. Фільмування відбулося в голлівудській студії 8-9 жовтня 1995 року. Шенк згадував, що Лейн Стейлі був у дуже поганій формі. Його важко було затягнути на знімальний майданчик, проте коли він, нарешті, був там, то блискуче впорався з поставленим завданням. Дідуся з кліпу зіграв актор Річард Стречберрі, а херувимів — карлики, один з яких раніше знімався в ролі R2-D2. Анімовані фрагменти були додані 11-21 жовтня 1995 року. Пізніше вийшли відеокліпи на два інших сингли: «Heaven Beside You» (режисер Френк Окенфелс III) і «Again» (режисер Джордж Вейл).
Бельгійський діджей Praga Khan створив три ремікси на пісню «Again». Джеррі Кантрелл схвалив два з них, включаючи версію з духовими та струнними інструментами замість гітар та барабанів. Ці треки виходили як B-side на європейських синглах. Обидва ремікси також потрапили в розширене видання альбому, що вийшло 1996 року у Японії.

## Нагороди та номінації
У 1996 році сингл «Grind» був номінований на здобуття премії «Греммі» у категорії «Найкраще виконання у стилі хард-рок». Нагорода дісталася Pearl Jam з піснею «Spin the Black Circle». 1997 року ситуація повторилася: цього разу була номінована пісня «Again», яка програла Smashing Pumpkins та їх «Bullet with Butterfly Wings». Відеокліп на пісню «Again» потрапив у номінацію «Найкраще хард-рок відео» премії MTV Video Music Awards 1996, де перемогла Metallica з кліпом «Until It Sleeps».
| Рік  | Нагорода               | Категорія                  | Робота  | Результат |
| ---- | ---------------------- | -------------------------- | ------- | --------- |
| 1996 | Grammy Awards          | Best Hard Rock Performance | «Grind» |           |
| 1996 | MTV Video Music Awards | Best Hard Rock Video       | «Again» |           |
| 1997 | Grammy Awards          | Best Hard Rock Performance | «Again» |           |

### Оцінки критиків
Третій альбом Alice in Chains був прийнятий критиками стримано та отримав нижчі оцінки, ніж попередні роботи гурту. З одного боку, платівка стала першою за два роки та продемонструвала, що наперекір чуткам, сіетлський колектив залишався активною творчою одиницею, здатною записувати та випускати нові пісні. Представлений музичний стиль був продовженням звучання, знайомого по Dirt та Jar of Flies, через що альбому передбачали високі обсяги продажів та любов численних шанувальників. Водночас альбом розглядався як посередній результат, який остаточно розкриває потенціал групи. Вперше за свою кар'єру група почала повторюватися і займатися самоцитуванням, не демонструючи практично нічого нового і використовуючи ті самі творчі ходи, що і на попередніх платівкахх.
У рецензії, що вийшла в журналі Rolling Stone 30 листопада 1995 року, альбом оцінили на чотири зірки з п'яти. Джон Відерхорн звернув увагу на те, що агресія та схильність до саморуйнування є ключовим елементом привабливості груп хард-року, внаслідок чого новий альбом Alice in Chains, присвячений наркотикам, небезпеці та смерті, справляв приголомшливий ефект. На його думку, звучання пісень було схоже на результат хімічного експерименту з наркотиками та психоделіками, а багатошарові гітарні партії та вокальні гармонії утворювали складне музичне полотно, водночас гарне та потворне, подібне до картин Ієроніма Босха. Відерхорн зазначав, що якщо попередній мініальбом Jar of Flies розкрив творчий потенціал групи, то новий диск став її музичним переродженням: «Випустивши свій новий запис, Alice in Chains дійшли такого висновку: хоча виживання і краще, ніж забуття, проте біль і існування нероздільні».
У журналі Kerrang! альбом отримав оцінку «KKK» («добре»). Джейсон Арнопп назвав Alice in Chains найпохмурішою частиною трилогії, розпочатої з Facelift п'ять років тому. На його думку, платівці бракувало енергії або потужних хітів, властивих раннім альбомам гурту, а єдиною піснею, яка могла б претендувати на ротацію на MTV, була «Heaven Beside You». Арнопп виправдовував свої «три К» тим, що платівка могла бути значно кращою і мала шанси заробити ще одну чи дві «К» з часом. «Однак на цю мить Alice in Chains просто не схожий на альбом, заради якого фанати долали свою ломку» — підсумував критик. Такої ж думки дотримувався Енді Стаут з Metal Hammer, який оцінив платівку на «три з п'яти» і назвавши реліз «довгоочікуваним розчаруванням». Стаут зазначив, що альбом, без сумніву, добре продаватиметься, хоч і не обов'язково заслуговує на це. Платівка, яка завдяки своїй назві мала означати переосмислення гурту, насправді звучала старомодно і залишала слухачів байдужими. За винятком рідкісних проблисків, більша частина матеріалу була непослідовною та безладною.
У газеті Los Angeles Times хоч і оцінили альбом на дві з половиною зірки з чотирьох, але зазначили, що Alice in Chains залишилися там же, де і раніше, продовжуючи поєднувати металеві рифи, блюз та балади з важким приспівом; пісня «Heaven Beside You» була наведена як приклад вдалого змішання жанрів. В альт-роковому журналі Spin альбом отримав оцінку «4/10»: Джина Арнольд назвала його нудним, одноманітним і «безнадійно застряглим у минулому». Апогеєм критики стала одна зірка з п'яти від Роя Уїлкінсона із Select: оглядач зазначив, що гурт не продемонстрував нічого нового, переоцінивши свої переваги — «музику Black Sabbath, позбавлену мелодій та веселощів, а також наповнений банальностями пихатий гнівний текст».

### Спілкування з пресою
Alice in Chains перестали спілкуватися з пресою ще після виходу мініальбому Jar of Flies у 1994 році, коли гурт був змушений відмовитися від туру з Metallica. Попри безліч чуток, пов'язаних із гуртом, як у період неактивності, так і протягом запису альбому музиканти відмовлялися від інтерв'ю. Пізніше Джеррі Кантрелл пояснював, що відповіді на всі питання мала дати нова платівка.
Після того, як третій альбом опинився на першому місці в американському хіт-параді, музиканти вирішили перервати режим мовчання та поновити спілкування з пресою. Члени групи — насамперед сам Кантрелл — відповідали на запитання журналістів, випромінюючи стриманий оптимізм. Музикантам довелося спростовувати велику кількість чуток про те, що нова платівка стане останнім альбомом гурту, що Лейн Стейлі збирався залишити групу і його проблеми з наркотиками ставали все серйознішими, а також про сольний альбом самого Кантрелла. Попри пильну увагу преси, музиканти терпляче давали пояснення, намагаючись з одного боку бути щирими та чесними, але з іншого — поводитися скромно та уникати пафосності рок-зірок.

### Конфлікт із Rolling Stone
Одним із журналів, що зацікавилися поверненням Alice in Chains, стало американське музичне видання Rolling Stone. Після публікації схвальної «чотиризіркової» рецензії журналісту Джону Відерхорну було доручено написати статтю про групу. Відерхорн, Кіт Морер (головний редактор Rolling Stone) та Сід Холт (відповідальний редактор) зустрілися зі Сюзан Сільвер у Нью-Йорку та обговорили подробиці інтерв'ю. Наприкінці 1995 року Видерхорн вилетів у Сіетл, де провів із музикантами кілька днів, збираючи матеріал для статті: вони разом вечеряли, курили марихуану, а також грали в whirlyball, гру, що поєднує елементи автодрому, баскетболу та лакросу. Відерхорн спілкувався з усією групою та з кожним з учасників окремо. У розмові зі Стейлі він звернув увагу на сліди від уколів на його лівій руці; вокаліст зізнався, що так і не розв'язав проблем з наркотиками. Робота над статтею тривала під час різдвяних свят. Паралельно з цим представник журналу провів фотосесію з музикантами.
Стаття вийшла в лютневому номері Rolling Stone і, за винятком згадки про позначки на руках Стейлі, не містила якихось суперечливих фактів. Проте навколо обкладинки журналу спалахнув справжній скандал. Редактор вирішив розмістити на ній фотографію Лейна Стейлі, супроводивши підзаголовком The Needle & The Damage Done (англ. Голка і завданий збиток), що відсилає до однойменної пісні Ніла Янга про героїнову залежність. Коли Лейн Стейлі вперше побачив обкладинку в магазині, то, за словами очевидців, мало не знепритомнів. Він був шокований тим, що в журналі не дотрималися обіцянки та випустили статтю про нього, а не про всю групу. Крім того, Стейлі був представлений єдиним наркоманом у групі, хоча інші музиканти мали схожі проблеми. Джон Видерхорн виправдовувався тим, що рішення про вибір обкладинки та «таблоїдного» заголовка приймалося в іншому відділі журналу без його участі. Крім того, за його словами, стаття була суттєво урізана, тому Майк Айнез в ній ледь згадувався, а ім'я Шона Кінні зустрілося лише кілька разів. Проте журналіст зізнавався, що порушував тему наркотиків навмисно: «Неможливо описувати групу, не торкаючись цього питання; це була б надто хвалебна стаття. Я був зобов'язаний написати про те, що мотивувало групу, з чим довелося зіткнутися і що це були за демони».

## Концертний тур
Після виходу нового альбому всі цікавились, чи відновлять Alice in Chains концертні виступи. Крім туру з Metallica та участі у фестивалі Вудсток-1994, скасованих за станом здоров'я Стейлі, у 1995 році гурту довелося відмовитись від пропозиції виступити на престижному концерті церемонії введення до Зали слави рок-н-ролу, пославшись на активну роботу в студії. В інтерв'ю Guitar World у січні 1996 року Джеррі Кантрелл стверджував, що Alice in Chais збираються проводити тур на підтримку альбому. Одначе протягом наступних кількох місяців гурт так і не дав жодного концерту.
Перше виконання нового матеріалу відбулося лише 10 квітня 1996 року, під час акустичного концерту для телевізійної програми MTV Unplugged. Група включила в сет-лист чотири пісні з нового альбому: «Sludge Factory», «Heaven Beside You», «Frogs» і «Over Now». Під час виконання «Sludge Factory» Лейн Стейлі помітно хвилювався і переплутав слова першого куплета. Причиною невпевненості Стейлі могла бути присутність у залі керівників Sony Music Дона Айнера та Мішель Ентоні, яким була присвячена пісня. Крім них у залі театру Бруклінської музичної академії перебували багато друзів та знайомих музикантів, у тому числі гурт Metallica у повному складі. Концерт став першим для Alice in Chains за два з половиною роки.
Alice in Chains продовжили публічні виступи, двічі з'явившись на телебаченні навесні 1996 року. 20 квітня гурт виконав пісню «Again» у студії 20th Century Studios, де знімався епізод телевізійної програми Saturday Night Special. Музикантів представив кіноактор Макс Перліх, який знімався у відеокліпі «No Excuses». 10 травня в Театрі Еда Саллівана Alice in Chains виступили на «Пізньому шоу з Девідом Леттерманом», де зіграли попурі з пісень «Again» та «We Die Young».
Влітку 1996 року Alice in Chains отримали можливість виступити на розігріві у групи Kiss, що возз'єдналася в оригінальному складі. Спочатку мали виступати Stone Temple Pilots, але вокаліст Скотт Уайланд опинився в клініці через проблеми з наркотиками й вакантне місце дісталося гурту Джері Кантрелла. 28 червня 1996 року у Детройті Alice in Chains відіграли перше за кілька років повноцінне «електричне» шоу перед 40 тисячами фанатів Kiss, представивши нові пісні «Again», «God Am» та «Sludge Factory». Схожі сет-листи група відіграла в Луїсвіллі, Сент-Луїсі та Канзасі. У журналі Kerrang! зазначали, що під час концертів Лейн Стейлі виглядав дуже погано. Завершальний концерт мінітуру відбувся 3 липня 1996 року і закінчився трагедією: одразу після шоу Лейн Стейлі був госпіталізований через передозування наркотиків. Цей концерт став останнім для вокаліста у складі Alice in Chains. 1998 року гурт ненадовго зібрався в студії для запису двох пісень для збірки Music Bank, а у 2002 році Стейлі був знайдений мертвим у своєму кондомініумі в Сіетлі від передозування.

## Місце у дискографії групи
Третій альбом Alice in Chains вважається типовим зразком саунду Сіетла середини 90-х років, часів спаду популярності гранжової сцени. На той момент — наприкінці 1995 року — всі групи «Великої четвірки» гранжа зазнавали серйозних труднощів: Nirvana припинила своє існування після смерті Курта Кобейна роком раніше, Pearl Jam були залучені до судового розгляду з Ticketmaster і відмовлялися випускати відео, а Soundgarden майже розпалися через внутрішні суперечки. Від Alice in Chains і зовсім не очікували нових записів, знаючи про проблеми Стейлі з наркотиками та пам'ятаючи про численні скасування концертів гурту. Нова студійна платівка подарувала надію, що гурт продовжить існування та зможе повноцінно функціонувати. Попри очікування слухачів та самих музикантів, тріумфального повернення не вийшло. Платівка стала останнім студійним альбомом, на якому звучав голос Лейна Стейлі. Для Alice in Chains це стало початком 14-річної перерви між студійними альбомами, що закінчилася лише у 2009 році з виходом платівки Black Gives Way to Blue, записаної з новим вокалістом та гітаристом Вільямом Дювалем.
Alice in Chains вважається найслабшим альбомом групи часів Лейна Стейлі, поступаючись першим двом повноформатним платівкам Facelift (1990) та Dirt (1992). Онлайн-журнал Loudwire заніс його до списку 30 кращих гранжових альбомів, проте оцінив нижче, ніж не тільки два попередні лонгплеї гурту, але й ніж єдиний альбом Mad Season Above, записаний за участю Лейна Стейлі за рік до цього. У рейтингу 50 найкращих гранжових альбомів, складеному журналом Rolling Stone, платівці зовсім не знайшлося місця, на відміну від Facelift, Dirt і навіть мініальбому Jar of Flies. Описуючи класичні альбоми Alice in Chains, у журналі Kerrang! платівці надали позначку «Тільки для фанатів», зазначивши, що альбому бракує агресивності Dirt та хітів, подібних до «Them Bones». Платівка, яка замислювалася як реакція на численні чутки про розпад гурту, не супроводжувалася концертним туром і залишила по собі більше запитань, ніж відповідей.
Попри нижчу оцінку у порівнянні з попередніми роботами групи, Alice in Chains неодноразово включався до кращих платівок 1995 року. Так, у журналі Kerrang! його занесли до списку «25 альбомів року», а в онлайн-журналі Loudwire у 2015 році зарахували до «10 найкращих альбомів 1995 року в стилі хард-рок». За результатами опитування читачів журналу Guitar World, проведеного у 2011 році, Alice in Chains увійшов до десяти кращих гітарних альбомів 1995 року.

## Довідкові дані

### Список композицій
Основне видання
| #   | Назва               | Автор слів | Автор музики           | Переклад             | Тривалість |
| --- | ------------------- | ---------- | ---------------------- | -------------------- | ---------- |
| 1.  | «Grind»             | Кантрелл   | Кантрелл               | «Скрегіт»            | 4:44       |
| 2.  | «Brush Away»        | Стейлі     | Кантрелл, Айнез, Кінні | «Змахнути»           | 3:22       |
| 3.  | «Sludge Factory»    | Стейлі     | Кантрелл, Кінні        | «Фабрика бруду»      | 7:12       |
| 4.  | «Heaven Beside You» | Кантрелл   | Кантрелл, Айнез        | «Небо поруч з тобою» | 5:27       |
| 5.  | «Head Creeps»       | Стейлі     | Стейлі                 | «Голова повзе»       | 6:28       |
| 6.  | «Again»             | Стейлі     | Кантрелл               | «Знову»              | 4:05       |
| 7.  | «Shame In You»      | Стейлі     | Кантрелл, Айнез, Кінні | «Сором в тобі»       | 5:35       |
| 8.  | «God Am»            | Стейлі     | Кантрелл, Айнез, Кінні | «Як мій Бог»         | 4:08       |
| 9.  | «So Close»          | Стейлі     | Кантрелл, Кінні        | «Так близько»        | 2:45       |
| 10. | «Nothin’ Song»      | Стейлі     | Кантрелл, Кінни        | «Пісня ні про що»    | 5:40       |
| 11. | «Frogs»             | Стейлі     | Кантрелл, Айнез, Кінні | «Жаби»               | 8:18       |
| 12. | «Over Now[I]»       | Кантрелл   | Кантрелл, Кінні        | «Все закінчено»      | 7:03       |

↑ I містить фрагмент пісні «Good Night» у виконанні Теда Льюіса.
Бонус-треки, що увійшли до японського видання
| #   | Назва                        | Автор реміксу           | Тривалість |
| --- | ---------------------------- | ----------------------- | ---------- |
| 13. | «Again» (Tattoo of Pain Mix) | Олівер Адамс, Прага Хан | 4:02       |
| 14. | «Again» (Jungle Mix)         | Олівер Адамс, Прага Хан | 4:08       |

### Учасники запису
| Alice in Chains - Лейн Стейлі — вокал, гітара, - Джеррі Кантрелл — гітара, вокал, - Шон Кінні — барабани, - Майк Айнез — бас-гітара. | Технічний персонал - Alice in Chains — продюсер, - Сюзан Сільвер — менеджер, - Стівен Маркуссен — майстеринг, - Мері Маурер — артдиректор, - Шон Кінні — художній керівник (оформлення упаковки), - Тобі Райт — звукорежисер, продюсер, - Джон Сеймур — асистент звукорежисера, - Том Неллен — асистент звукорежисера, - Сем Хофстедт — асистент звукорежисера, - Даррел Пітерс — технік, - Уолтер Геміенхардт — технік, - Роб Блох — фотограф, - Рокі Шенк — фотограф |

### Місця у хіт-парадах
| Хіт-парад (1995)                                     | Найвища позиція |
| ---------------------------------------------------- | --------------- |
| Австралія Australian Albums (ARIA)                   | 5               |
| Нідерланди Dutch Albums (MegaCharts)                 | 75              |
| Фінляндія Finnish Albums (Suomen virallinen lista)   | 13              |
| Німеччина German Albums (Offizielle Top 100)         | 93              |
| Нова Зеландія New Zealand Albums (Recorded Music NZ) | 28              |
| Норвегія Norwegian Albums (VG-lista)                 | 11              |
| Швеція Swedish Albums (Sverigetopplistan)            | 11              |
| Велика Британія UK Albums (OCC)                      | 37              |
| США Billboard 200                                    | 1               |

| Рік                                                                           | Сингл               | Найвища позиція | Найвища позиція | Найвища позиція | Найвища позиція | Найвища позиція | Найвища позиція |
| Рік                                                                           | Сингл               | US Air          | US Main         | US Mod          | CAN             | CAN Alt         | UK              |
| ----------------------------------------------------------------------------- | ------------------- | --------------- | --------------- | --------------- | --------------- | --------------- | --------------- |
| 1995                                                                          | «Grind»             | —               | 7               | 18              | 53              | 3               | 23              |
| 1996                                                                          | «Heaven Beside You» | 52              | 3               | 6               | —               | 7               | 35              |
| 1996                                                                          | «Again»             | —               | 8               | 36              | —               | —               | —               |
| «—» означає, что сингл не потрапив до хіт-параду, або не виходив в цій країні |                     |                 |                 |                 |                 |                 |                 |

### Сертифікація
| Регіон                                                                                          | Сертифікація  | Продажі    |
| ----------------------------------------------------------------------------------------------- | ------------- | ---------- |
| Канада (Music Canada)                                                                           | 2× Платиновий | 200 000^   |
| Велика Британія (BPI)                                                                           | Срібний       | 60 000     |
| США (RIAA)                                                                                      | 2× Платиновий | 2 000 000^ |
| *продажі, що базуються лише на сертифікаціях ^відвантаження, що базуються лише на сертифікаціях |               |            |